# Cultura antigua del Mar de Bering

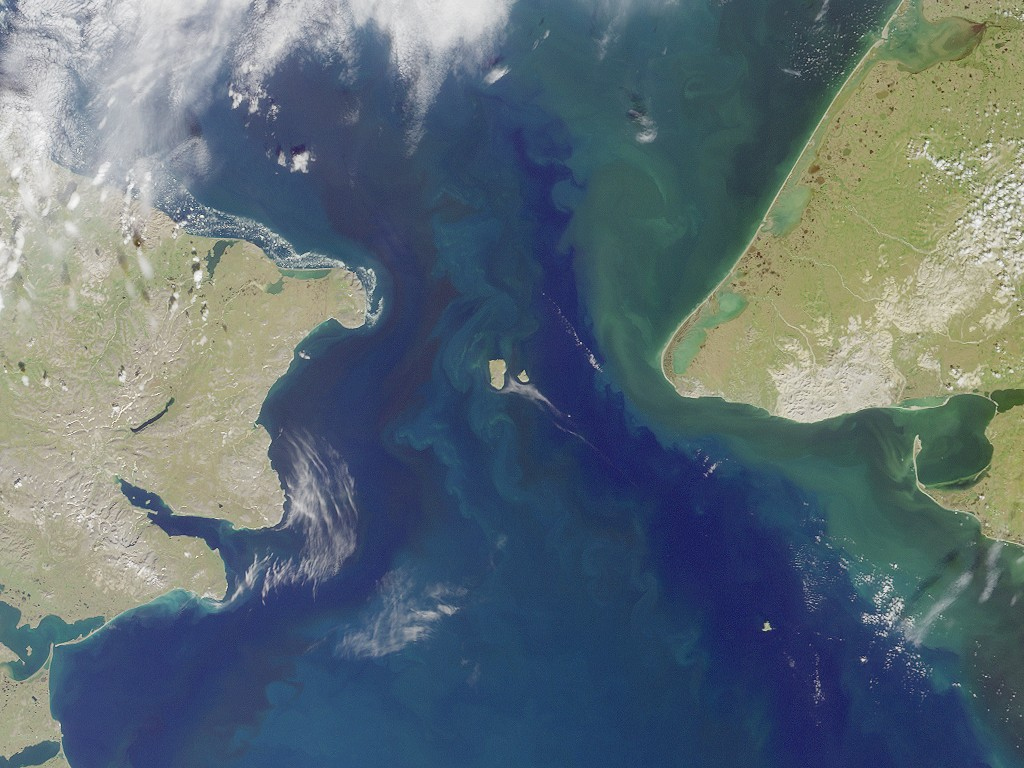
Imagen satelital del estrecho de Bering. El cabo Dezhniov, en Rusia, está a la izquierda, las dos islas Diómedes están en el medio y el cabo Príncipe de Gales, en Alaska, está a la derecha.

La cultura antigua del mar de Bering (Old Bering Sea u OBS en inglés) es una cultura arqueológica asociada con un estilo estético distintivo y elaborado de círculos y puntos, y se centra en la región del estrecho de Bering; ningún yacimiento se encuentra a más de 1 km del océano. Esta cultura se considera, siguiendo a Henry B. Collins, la fase inicial de la tradición marítima del norte. A pesar de su nombre, varios yacimientos de la OBS se encuentran en el mar de Chukotka. El rango temporal de la cultura va desde el 400 a. C. hasta posiblemente el 1300 d. C. Otro rango sugerido es desde aproximadamente el 200 a. C. hasta el 500 d. C.

## Descubrimiento
La cultura fue bautizada inicialmente como cultura del "mar de Bering" por el arqueólogo canadiense Diamond Jenness en 1928, tras el descubrimiento en las islas Diómedes de objetos con una decoración distintiva, como cabezas de arpones para la caza de ballenas y focas. El arqueólogo del Instituto Smithsoniano Henry B. Collins añadió el adjetivo "antiguo" para distinguir la cultura de materiales más recientes con elementos de diseño similares. Los descubrimientos posteriores, entre 1925 y 1940, se produjeron en el marco de excavaciones arqueológicas, principalmente en la isla San Lorenzo, y es famosa por sus objetos alados ricamente tallados, que se emplean como contrapesos en los átlatls (armas de proyección).

## Artefactos
Los objetos ricamente decorados están hechos casi exclusivamente de colmillos de morsa, algunos con un color y una antigüedad distintivos; las decoraciones se aplicaron a una amplia gama de objetos, muchos de los cuales se recuperan solo en tumbas, algunas de las cuales contienen docenas de objetos.

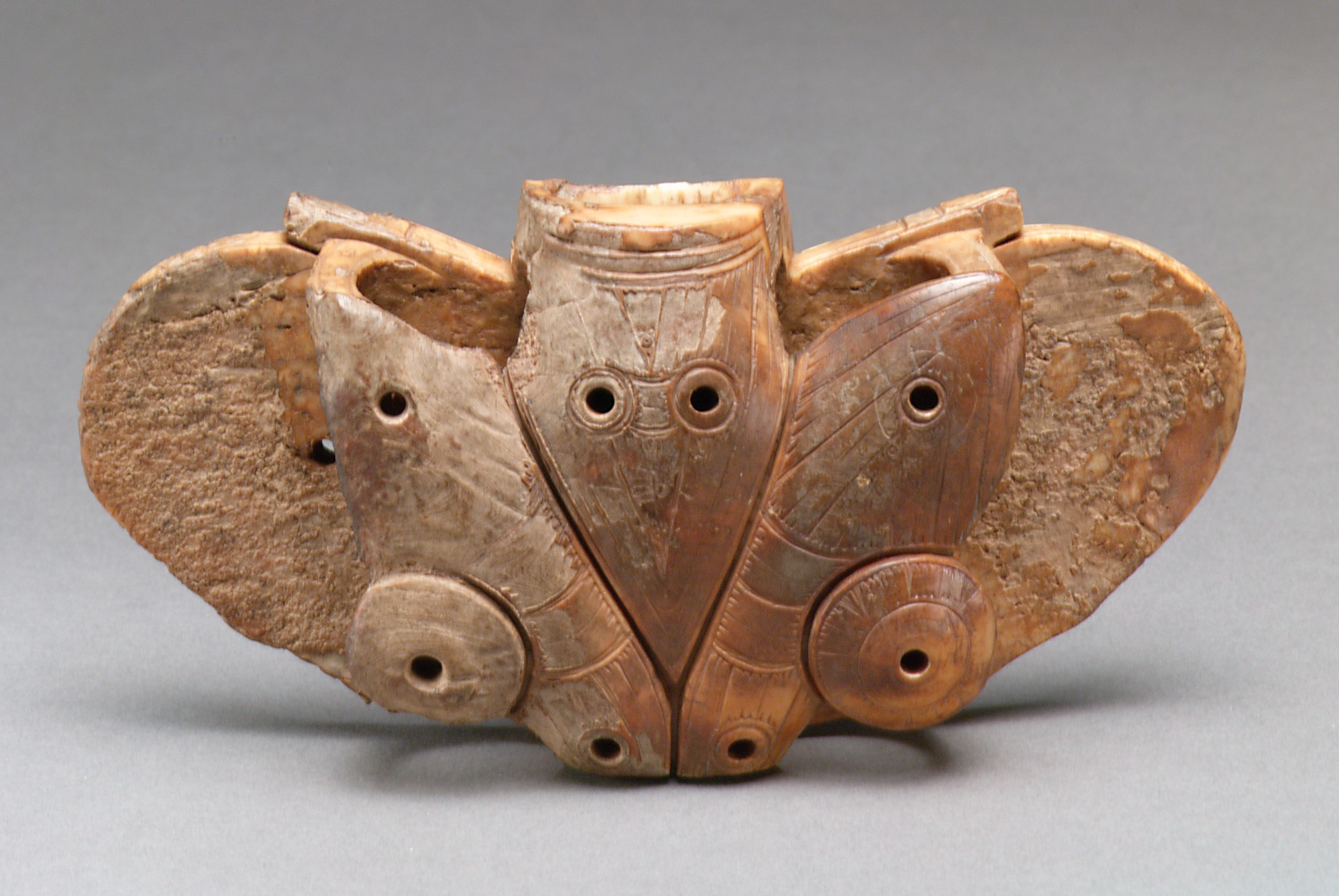
Objeto alado (¿contrapeso de arpón?); siglo II-III; marfil (morsa); Museo Metropolitano de Arte (Nueva York)
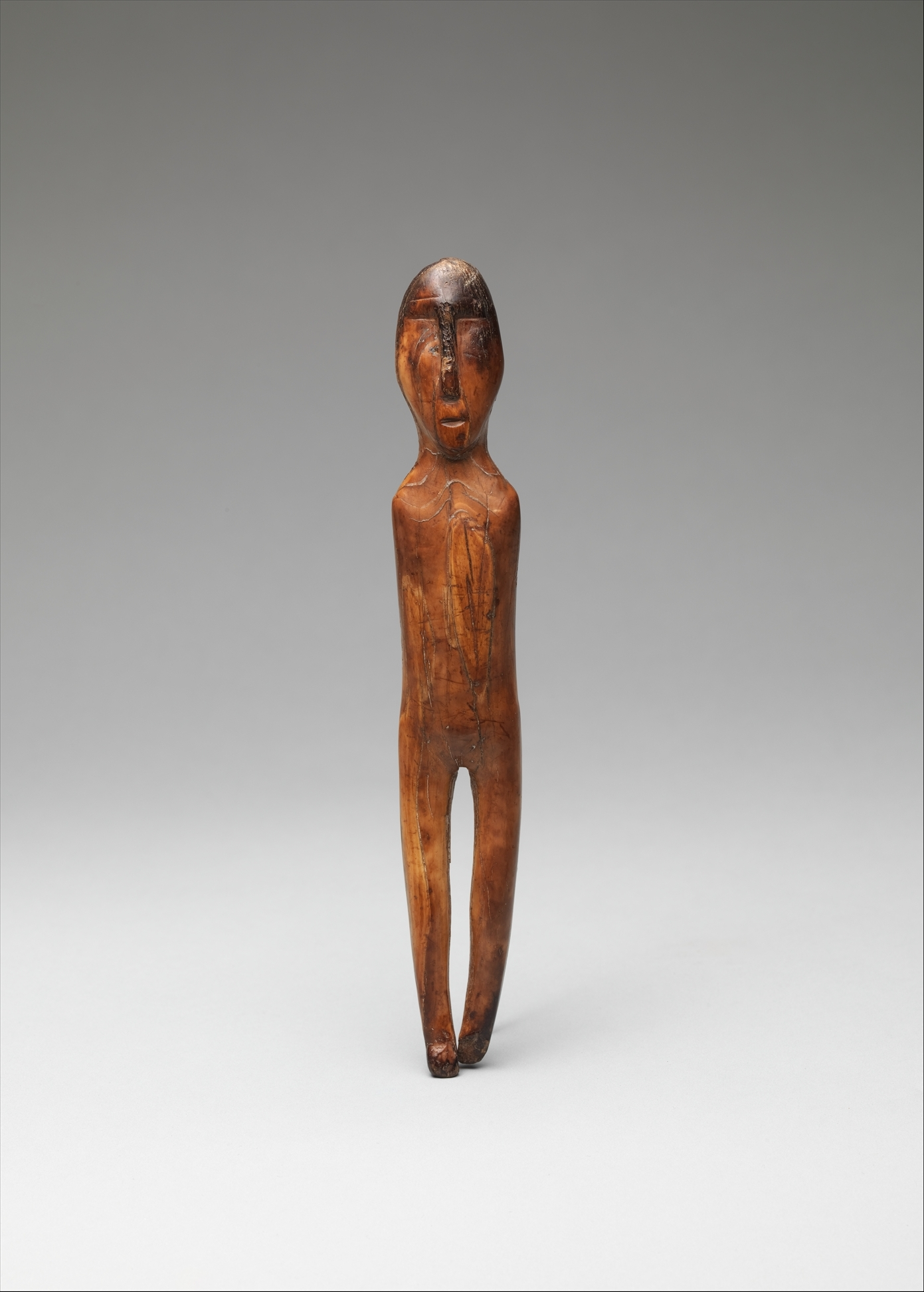
Figura de pie; siglo II a.C.-siglo I d.C.; marfil (morsa); altura: 22,5 cm; Museo Metropolitano de Arte
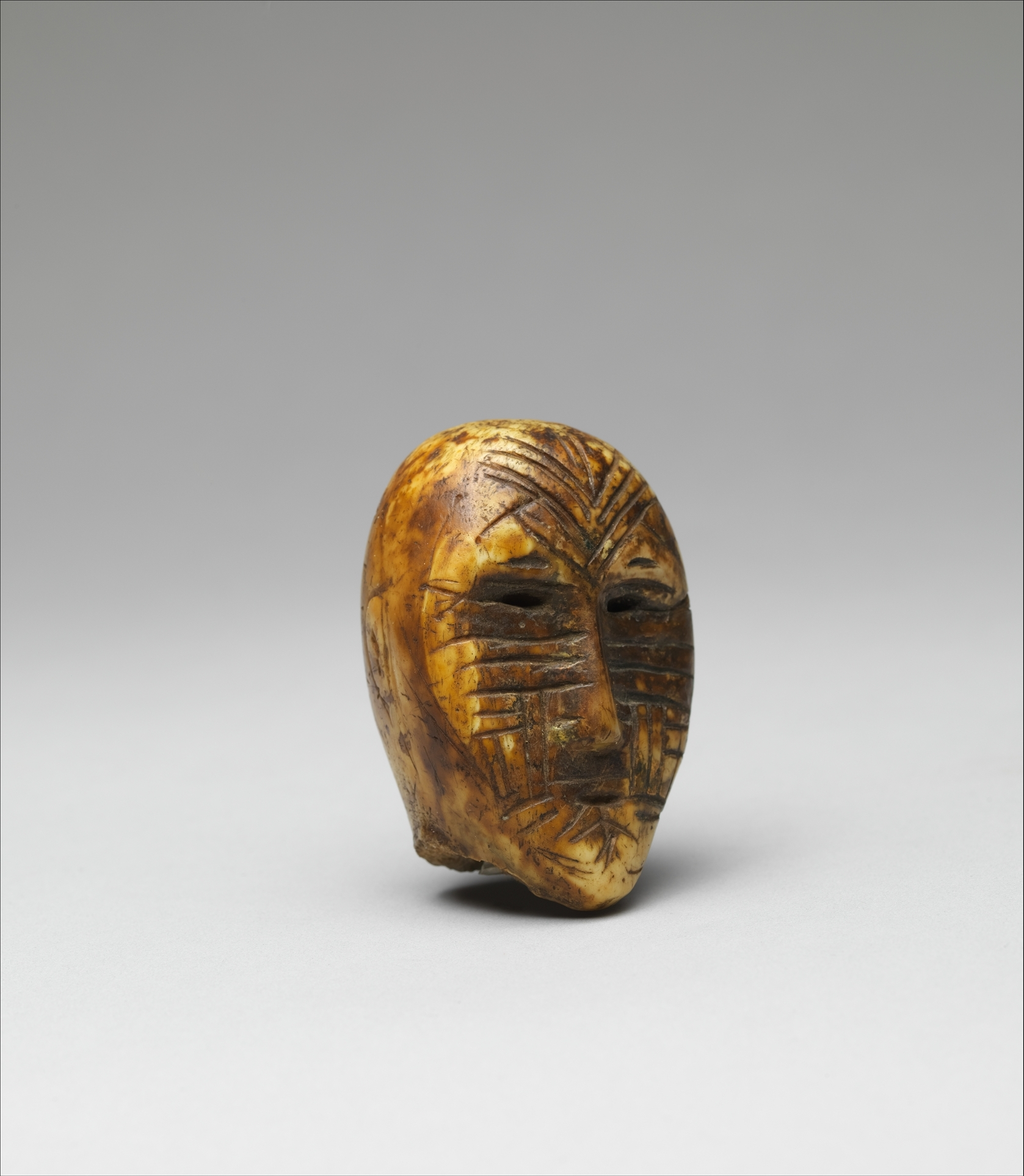
Cabeza; siglos II-IV; marfil (morsa); altura: 6,35 cm; Museo Metropolitano de Arte
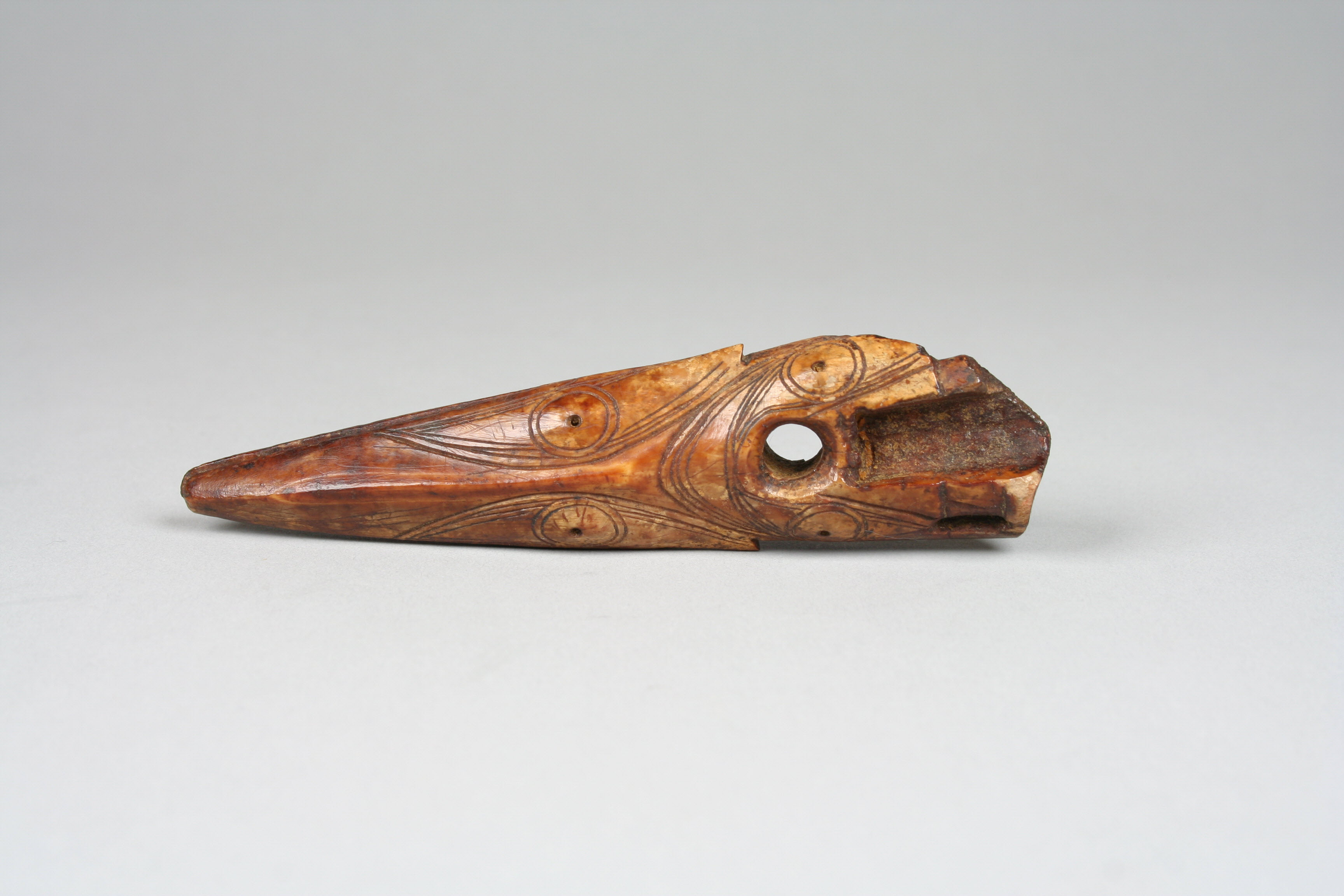
Cabeza de arpón; siglos II-III; marfil (morsa); altura: 2,5 cm; Museo Metropolitano de Arte
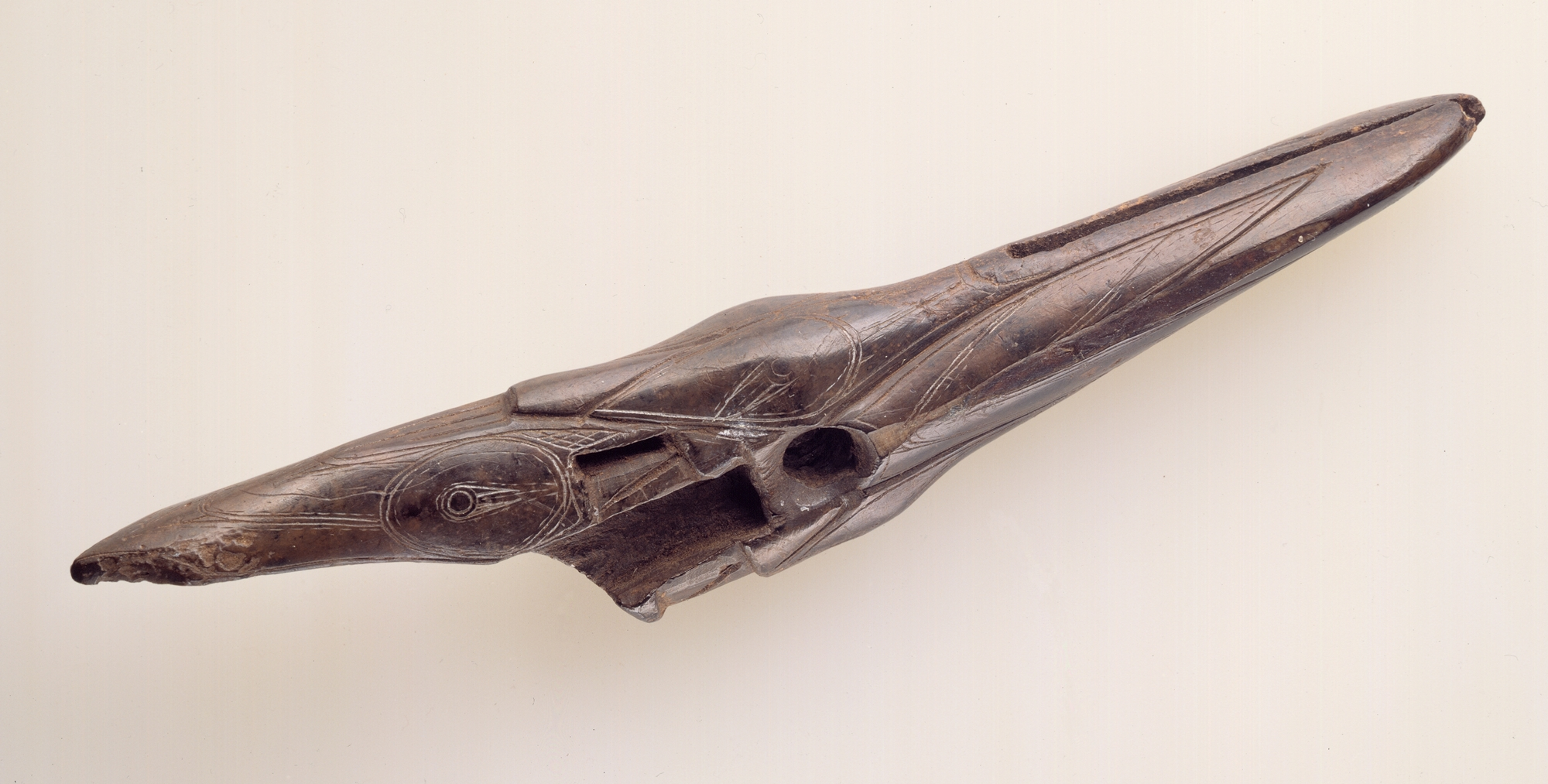
Cabeza de arpón; siglos IV-V; marfil (morsa); Museo Metropolitano de Arte
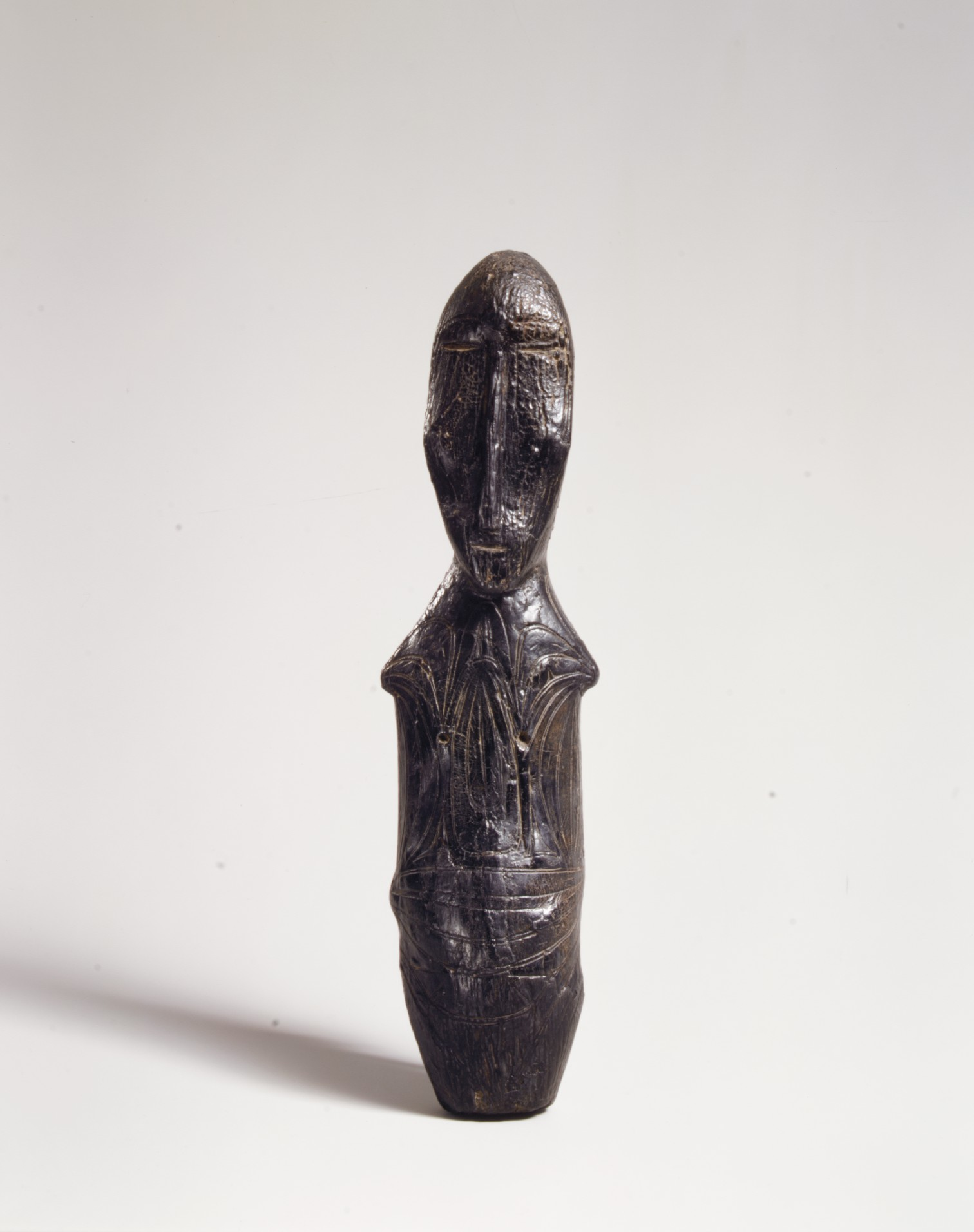
Figura femenina; siglo II a.C.-siglo I d.C.; marfil (morsa); altura: 18,4 cm; Museo Metropolitano de Arte
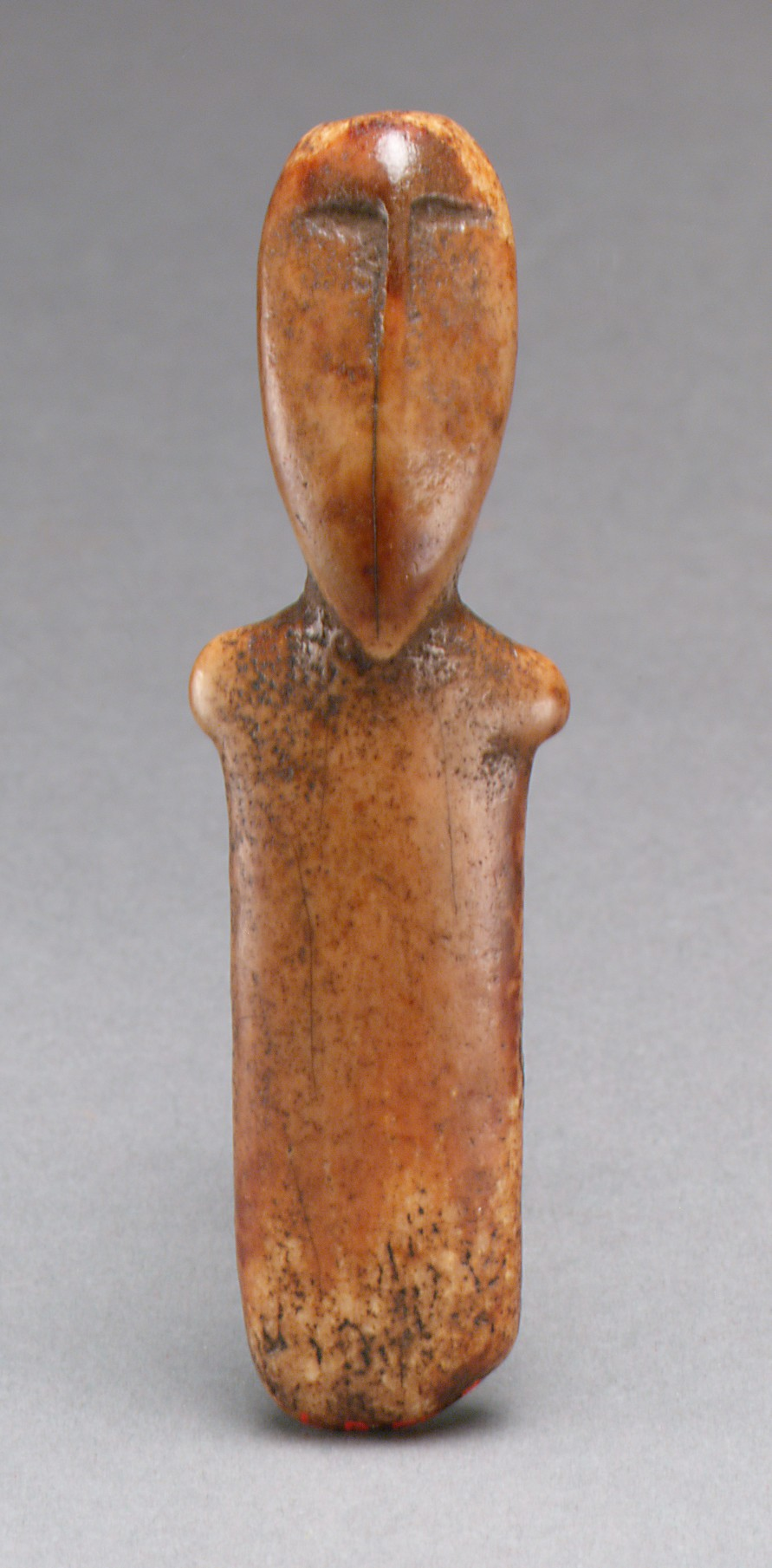
Figura: 150 a. C.-100 d. C.; marfil (morsa); altura: 9,4 cm; Museo Metropolitano de Arte
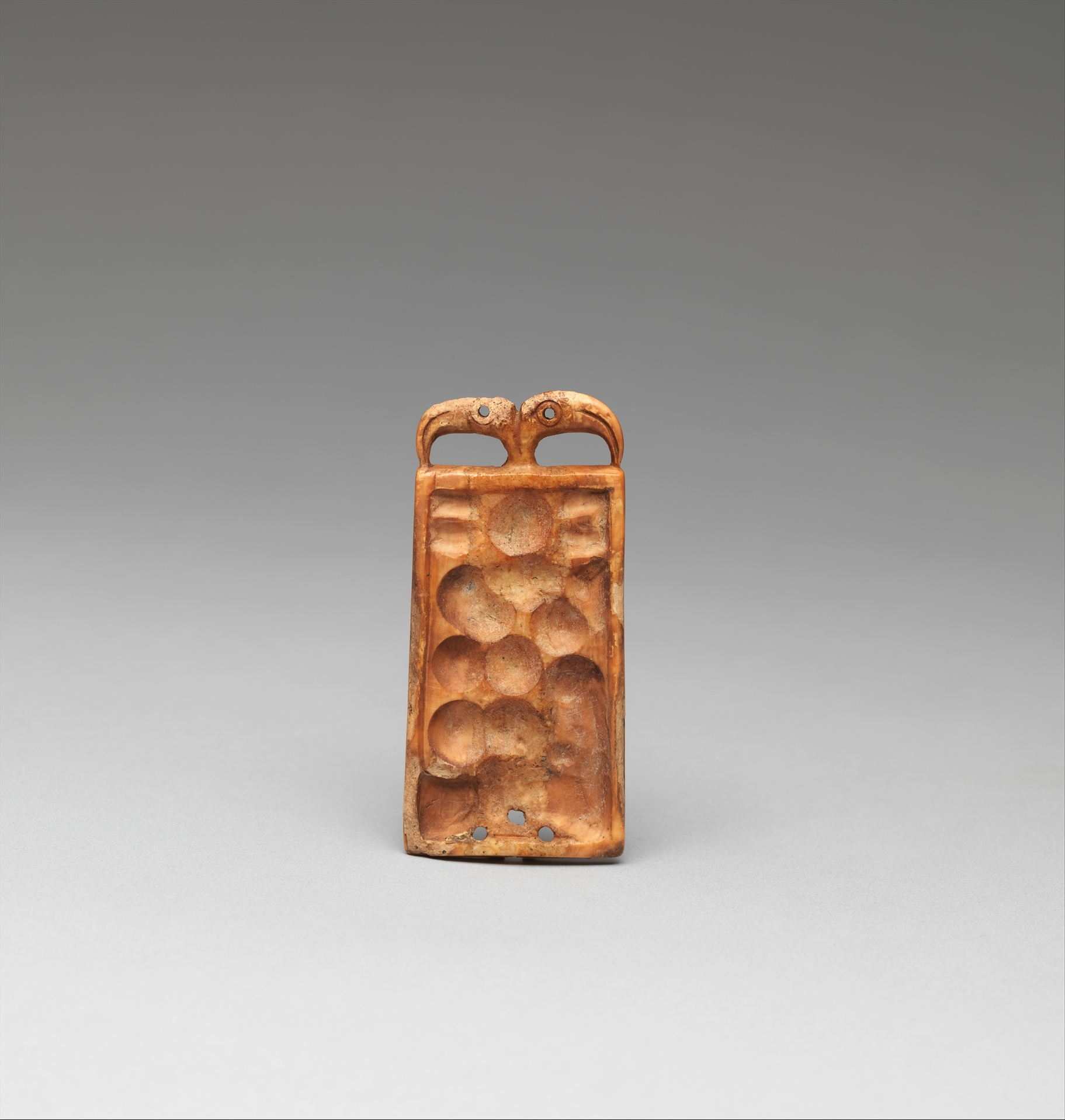
Ornamento; siglo IV; marfil (morsa); altura: 6,4 cm; Museo Metropolitano de Arte

## Extensión geográfica
La extensión geográfica de los objetos asociados con la cultura antigua del mar de Bering se inclina hacia Chukotka, con el mayor número de tumbas, más de 500, cerca del cabo Dezhniov en los dos sitios de Uelen y Ekven, al norte y al sur del cabo, respectivamente. Se conocen tumbas del antiguo mar de Bering desde el cabo Navarin hasta Kolchinaya Guba. Los yacimientos del antiguo mar de Bering son comunes en todas las costas de la isla de San Lorenzo y la isla Diómedes; sin embargo, solo se conocen hallazgos aislados en el continente de América del Norte, en Barrow, Point Hope, cabo Espenberg y bahía Golovnin, dentro del este del estrecho de Norton.

## Fases de desarrollo
En 1937, Henry Collins definió formalmente varias fases del estilo lineal y de círculos y puntos de la cultura antigua del mar de Bering a partir de sus extensas excavaciones en los yacimientos de montículos de Mayughaaq, en las cercanías de Gambell, en el cabo noroeste de la isla de San Lorenzo. La investigación de Collins se centró en los grandes basureros y la arquitectura doméstica con pocas tumbas localizadas; posteriormente, en la década de 1960, Hans Georg Bandi localizó un gran cementerio en las cercanías. Una subdivisión importante de la OBS son sus primeros diseños, más sobrios, denominados Okvik, para varios montículos en una isla frente a la costa este de la isla de San Lorenzo, excavados por Otto Geist.

## Sitios de excavación
Los sitios que contienen objetos de la OBS suelen ser grandes montículos y concheros o cementerios con cientos de tumbas, a menudo enmarcadas por mandíbulas de ballenas de Groenlandia y con pisos de tablones de madera tallados a partir de madera flotante.

## Orígenes
Los orígenes de la cultura antigua del mar de Bering siguen siendo poco conocidos, aunque su cronología puede establecerse de forma tentativa a partir de varias localidades del estrecho de Bering, especialmente el cementerio de Ekven en Chukotka. Los materiales más antiguos denominados OBS pueden datarse en torno al año 200 a. C. a partir de los restos funerarios de Ekven. El apogeo de la cultura se produjo entre el 400 y el 900 d. C., como se estableció a partir de las edades calibradas tanto en Mayughaaq como en Ekven, lo que indica que su edad es más reciente de lo que se creía anteriormente. Se cree que la cultura OBS se desarrolló en la cultura Punuk en Siberia y en la cultura Birnirk en el norte de Alaska. La cultura antigua del mar de Bering también se considera el primer indicio de la cultura Thule.
Un análisis genético de 2019 concluyó que hace entre 2.700 y 4.900 años, los ancestros de los Thule surgieron en Alaska a través de una mezcla entre la tradición paleoesquimal y la de Ocean Bay y que estos ancestros posteriormente migraron de regreso a Siberia, donde se convirtieron en la OBS, solo para finalmente regresar a Alaska.